# 13624 Абеосаму
13624 Абеосаму (1995 UO3, 1998 QT45, 13624 Abeosamu) — астероїд головного поясу, відкритий 17 жовтня 1995 року. Тіссеранів параметр щодо Юпітера — 3,620.